# Elachertus marginalis
Elachertus marginalis is een vliesvleugelig insect uit de familie Eulophidae. De wetenschappelijke naam is voor het eerst geldig gepubliceerd in 1858 door Wollaston.